# زردپره نیزار
زردپره نیزار یا زردپره تالابی (نام علمی: Emberiza schoeniclus) پرنده‌ای از گروه زردپره‌ها در تیرهٔ زردپرگان در راستهٔ گنجشک‌سانان است. این پرنده در اروپا و آسیا زندگی می‌کند و در زمستان به جنوب کوچ می‌کند. در زمستان در ایران نیز فراوان یافت می‌شود و زادآوری می‌کند.
زیستگاه زردپره تالابی، نیزارها، تالاب‌ها، باتلاق‌ها، کنارهٔ آب‌ها و چمنزارهای مرطوب است. آشیانه خود را لابه‌لای نیزار و میان بوته‌ها می‌سازد.

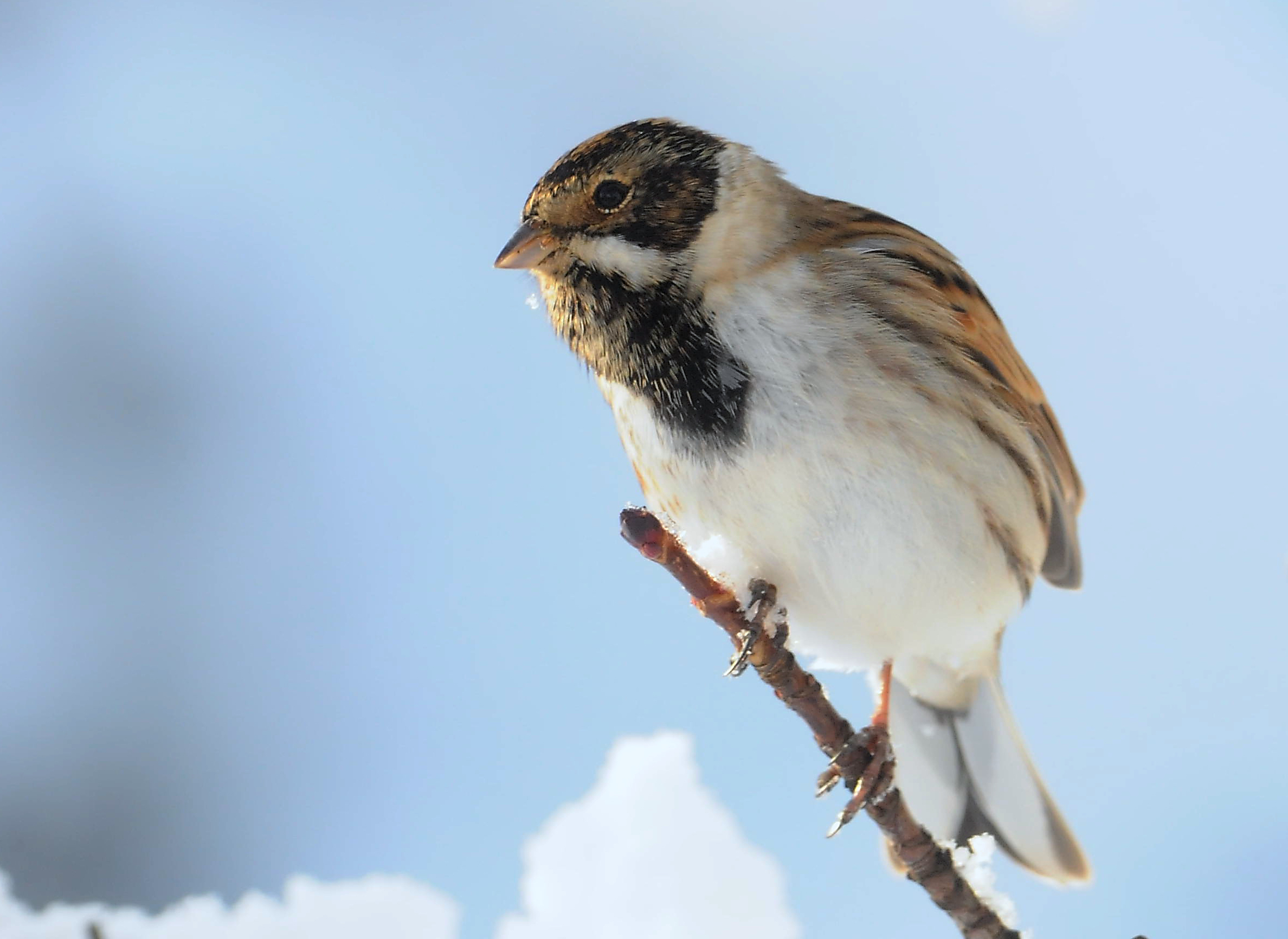
زردپره نیزار نر در زمستان، انگلستان

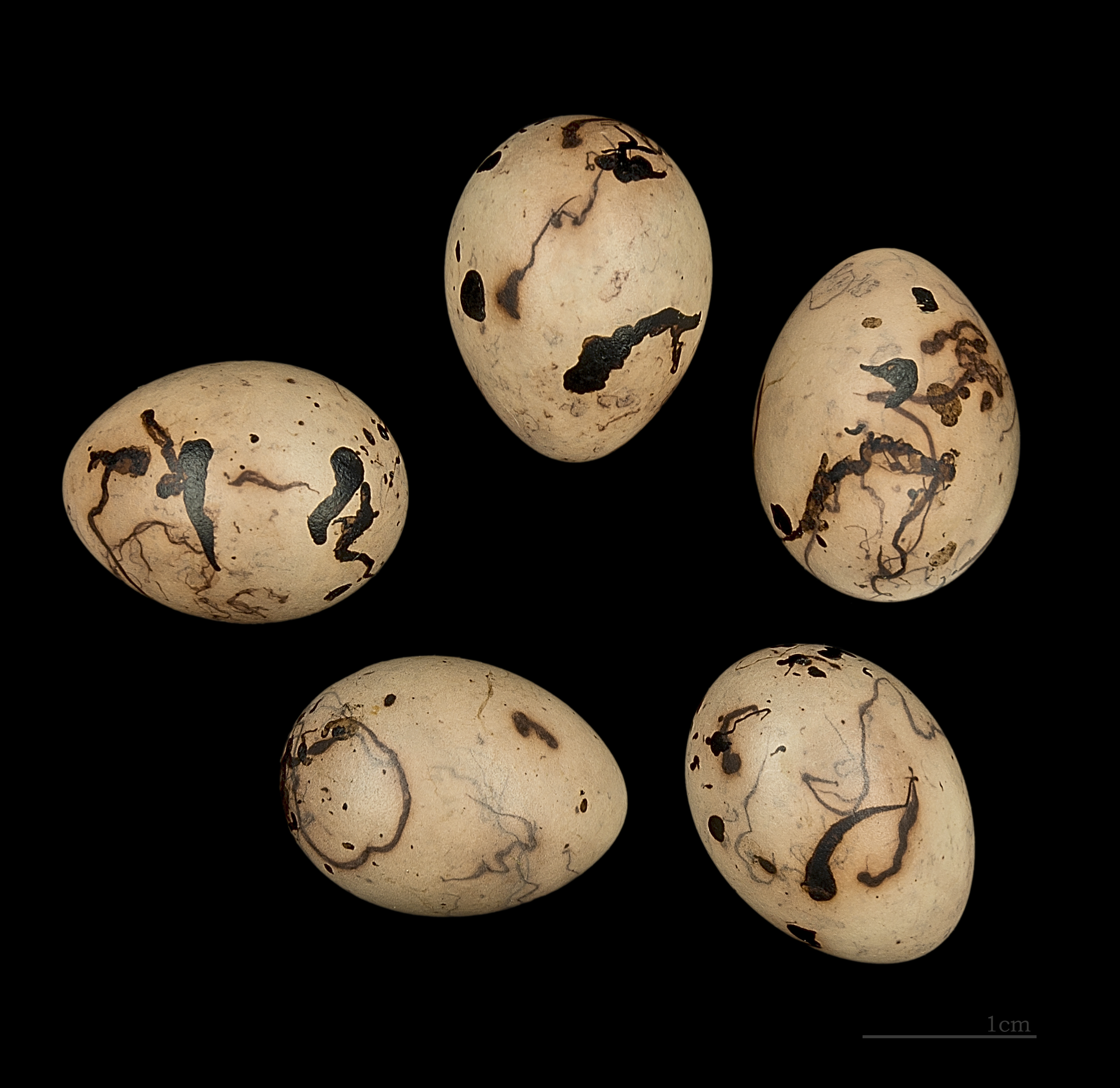
Emberiza schoeniclus